# Astroblepus nicefori
Astroblepus nicefori és una espècie de peix de la família dels astroblèpids i de l'ordre dels siluriformes.
Els adults poden assolir 7 cm de llargària. Viu a conca del riu Magdalena a Sud-amèrica.